# Colli Bolognesi Cabernet Sauvignon
Le Colli Bolognesi Cabernet Sauvignon est un vin rouge italien de la région Émilie-Romagne doté d'une appellation DOC depuis le 29 mai 1975. Seuls ont droit à la DOC les vins récoltés à l'intérieur de l'aire de production définie par le décret.
Le Colli Bolognesi Cabernet Sauvignon répond à un cahier des charges moins exigeant que le Colli Bolognesi Cabernet Sauvignon riserva, essentiellement en relation avec le vieillissement.

## Aire de l'appellation
Les  vignobles autorisés en province de Bologne et en province de Modène dans les communes de Monteveglio, Castello di Serravalle, Monte San Pietro, Sasso Marconi, Savigno, Marzabotto, Pianoro, Bazzano, Crespellano, Casalecchio di Reno, Bologne, San Lazzaro di Savena, Zola Predosa, Monterenzio et en partie dans la commune de Savignano sul Panaro. La superficie plantée en vigne est de 624 hectares.

## Caractéristiques organoleptiques
- couleur : rouge rubis intense, tendant au rouge grenat avec le vieillissement
- odeur : vineux, intense, épicé
- saveur : sèche, tannique, harmonique, légèrement épicé

Le Colli Bolognesi Cabernet Sauvignon se déguste à une température comprise entre 15 et 17 °C. Il se gardera 2 à 5 ans.

## Association de plats conseillée
Les viandes rouges grillées

## Production
Province, saison, volume en hectolitres :
- Bologna  (1990/91)  1193,0
- Bologna  (1991/92)  1447,15
- Bologna  (1992/93)  1714,62
- Bologna  (1993/94)  1796,18
- Bologna  (1994/95)  1666,26
- Bologna  (1995/96)  1208,05
- Bologna  (1996/97)  1480,33
- Modena  (1990/91)  58,87
- Modena  (1992/93)  16,31
- Modena  (1993/94)  110,67
- Modena  (1994/95)  110,67
- Modena  (1995/96)  31,5
- Modena  (1996/97)  15,4